# Jean Cottereau (trésorier)
Jehan Cottereau, seigneur de Maintenon, de La Lussardière, de La Ferté-Milon, de Sergeuse, de Montcourtois, de Longueville, de La Borde-Blanche, de Vauperreux et de Goulioust, né vers 1460 dans le Blaisois et mort le 8 février 1530 à Maintenon, est un financier français.

## Biographie
Jean Cottereau est le fils de Jean Cottereau, seigneur de La Lussardière, de Vauperreux et de Courcelles-en-Beauce, marchand à Blois, et de Perrette Doulcet. Son frère, Guillaume Cottereau, est maire de Tours et le père de Claude Cottereau.
De son mariage avec Marie de Thurin, il a deux filles : Isabelle, épouse de Jacques d'Angennes, seigneur de Rambouillet, lieutenant-général, gouverneur de Metz et ambassadeur ; Bonne, épouse de Guillaume de Beaune, maire de Tours.
Premier secrétaire du duc d'Orléans, notaire et secrétaire du Roi en 1496, il est maître d'hôtel du roi, trésorier de France et maître de ses comptes sous Louis XII et François Ier.

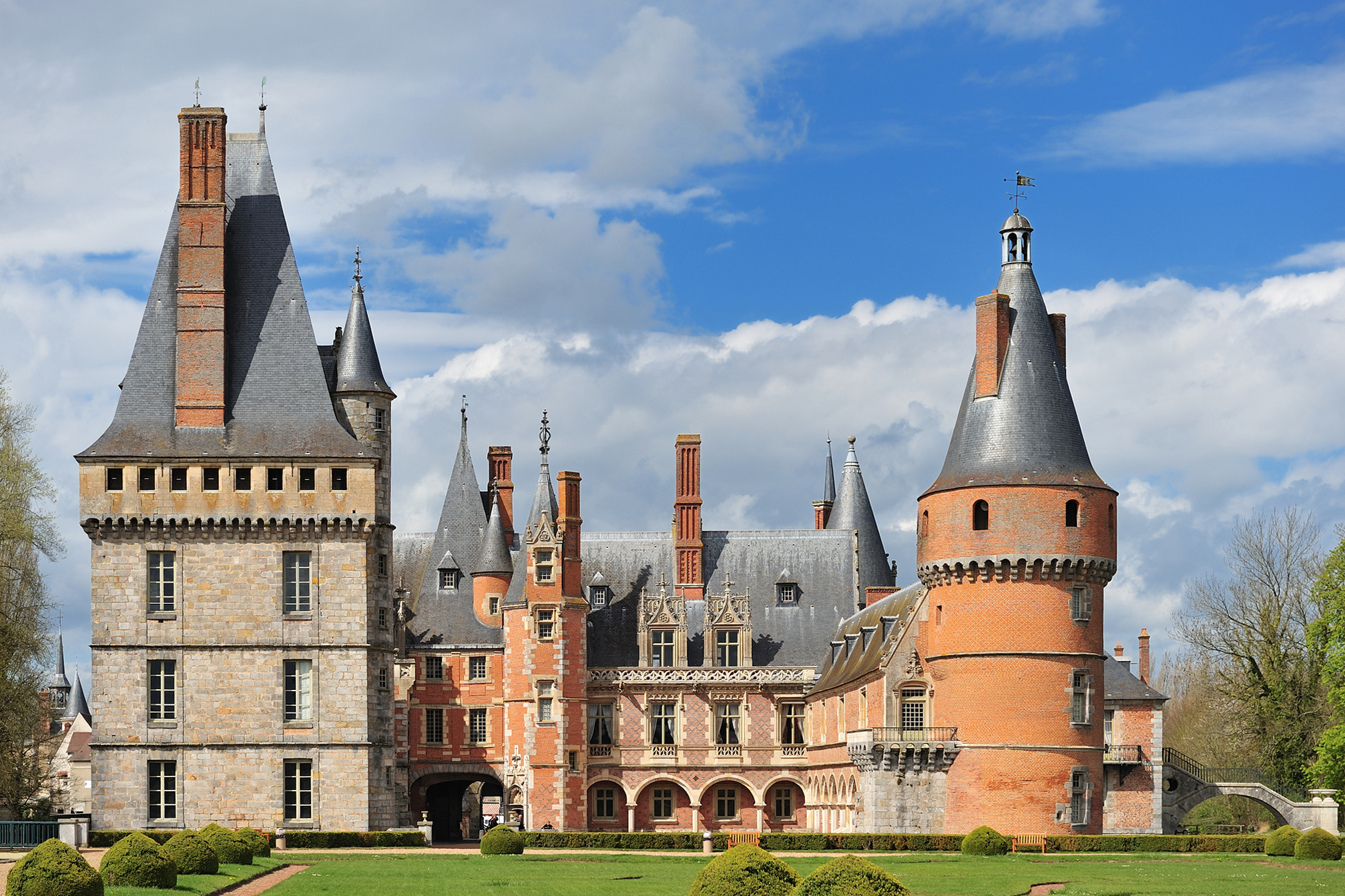
Le château de Maintenon.

Devenu propriétaire du château de Maintenon, comme créancier des anciens seigneurs, il le fait grandement reconstruire en style Louis XII, transformant l'ancienne forteresse en château de plaisance. Après avoir fait construire la chapelle Saint-Nicolas en 1521, il fonde le chapitre de Saint-Nicolas de Maintenon l'année suivante.
Des lettres d'honneur lui sont délivrées le 24 juin 1528, à "Jehan Cottereau, chevalier, seigneur de Maintenon, naguère trésorier de France, après avoir été secrétaire du Roi et maître de ses comptes pendant plus de cinquante années".
Sur son épitaphe, on lisait ces mots composés par Clément Marot :
« Sous qui je trepassay Seigneur de Maintenon
Ayant jà servi France en son privé secret,
Et en ses grans tresors que lessai sans regret,
Pour venir cy attendre, en paix, de mort le jour, »
Une des filles de Cottereau, Isabelle, épousa Jacques d'Angennes et fut la mère de douze enfants, dont Charles d'Angennes de Rambouillet, Claude d'Angennes de Rambouillet et Nicolas d'Angennes de Rambouillet,.

## Sources
- La Grande Encyclopédie. Volume 22, 1886
- Neil Kenny, Death and Tenses : Posthumous Presence in Early Modern France, 2015